# Gandasoli (Cikakak)
Gandasoli is een bestuurslaag in het regentschap Sukabumi van de provincie West-Java, Indonesië. Gandasoli telt 1976 inwoners (volkstelling 2010).